# Blechnum penna-marina
Blechnum penna-marina är en kambräkenväxtart. Blechnum penna-marina ingår i släktet Blechnum och familjen Blechnaceae.

## Underarter
Arten delas in i följande underarter:
- B. p. alpina
- B. p. boliviana
- B. p. penna-marina

## Bildgalleri

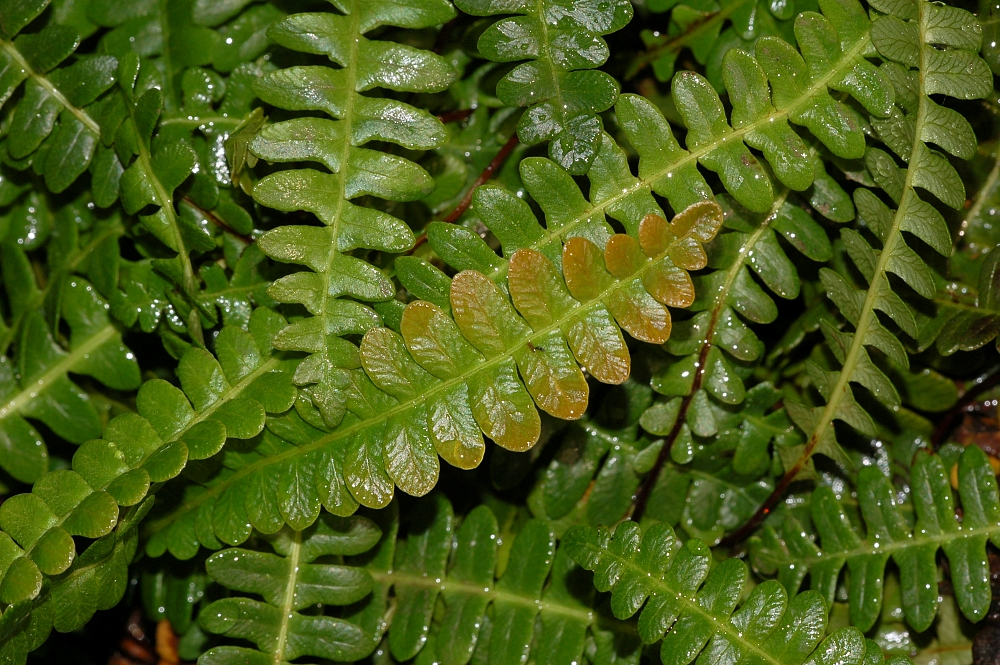
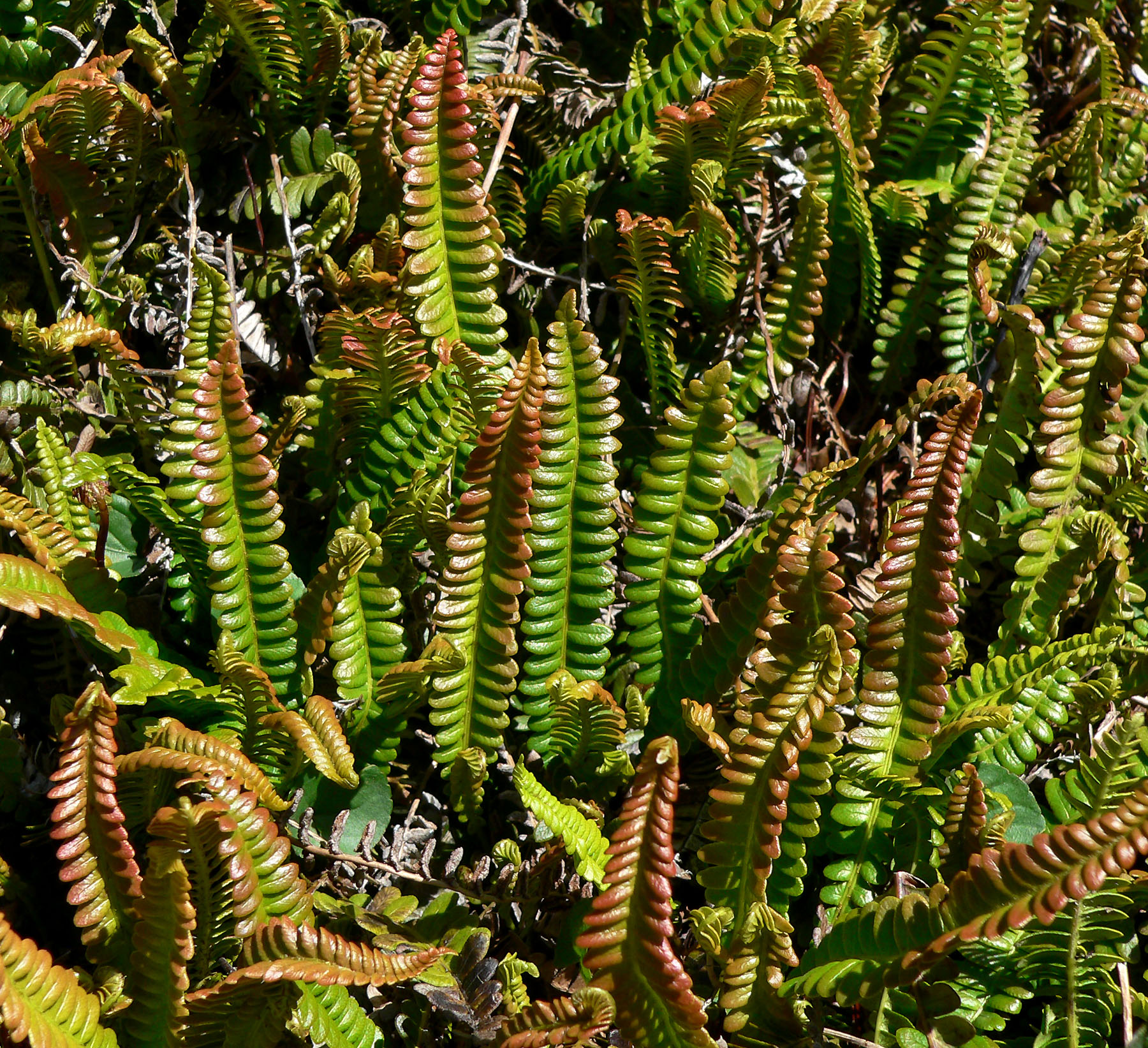
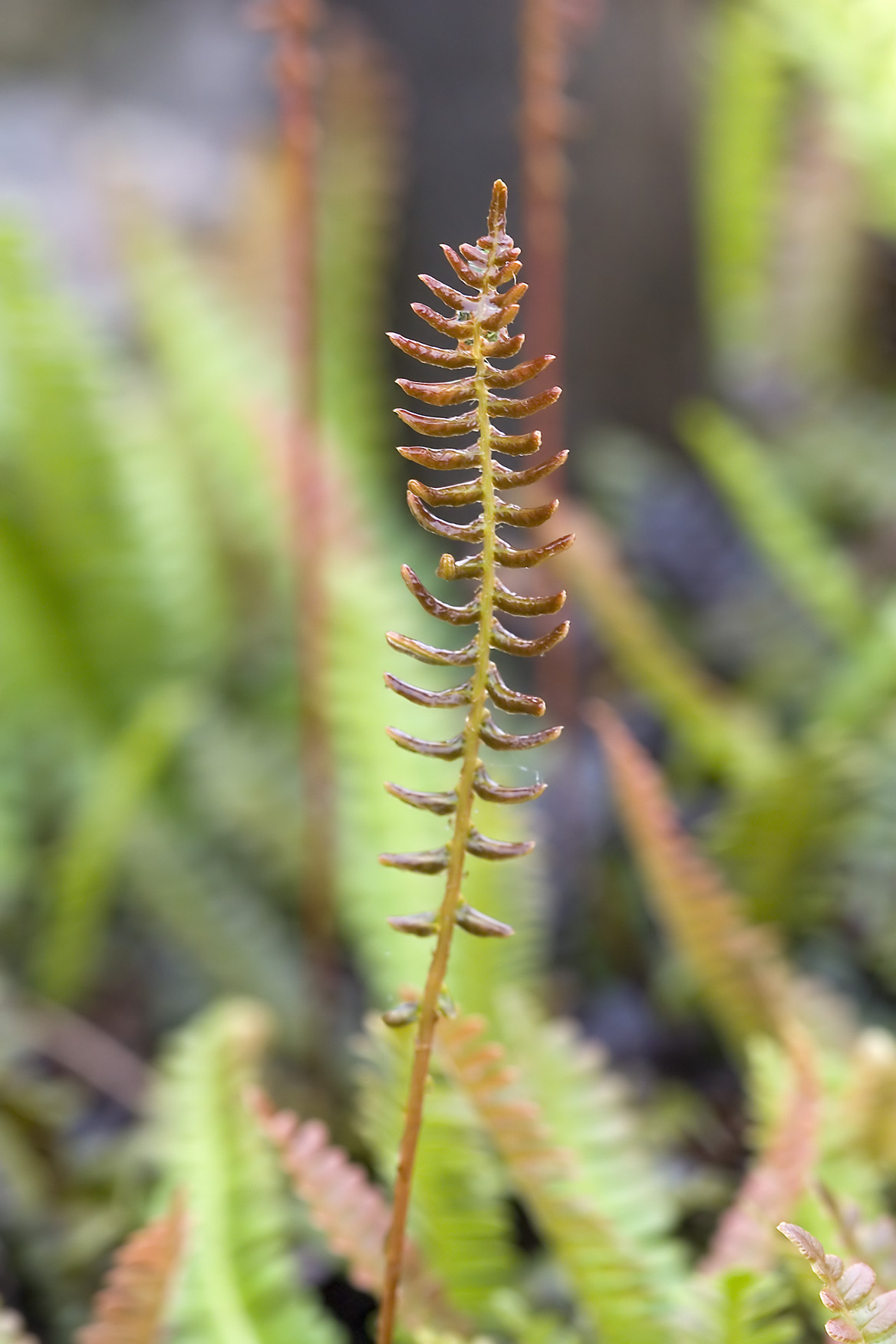
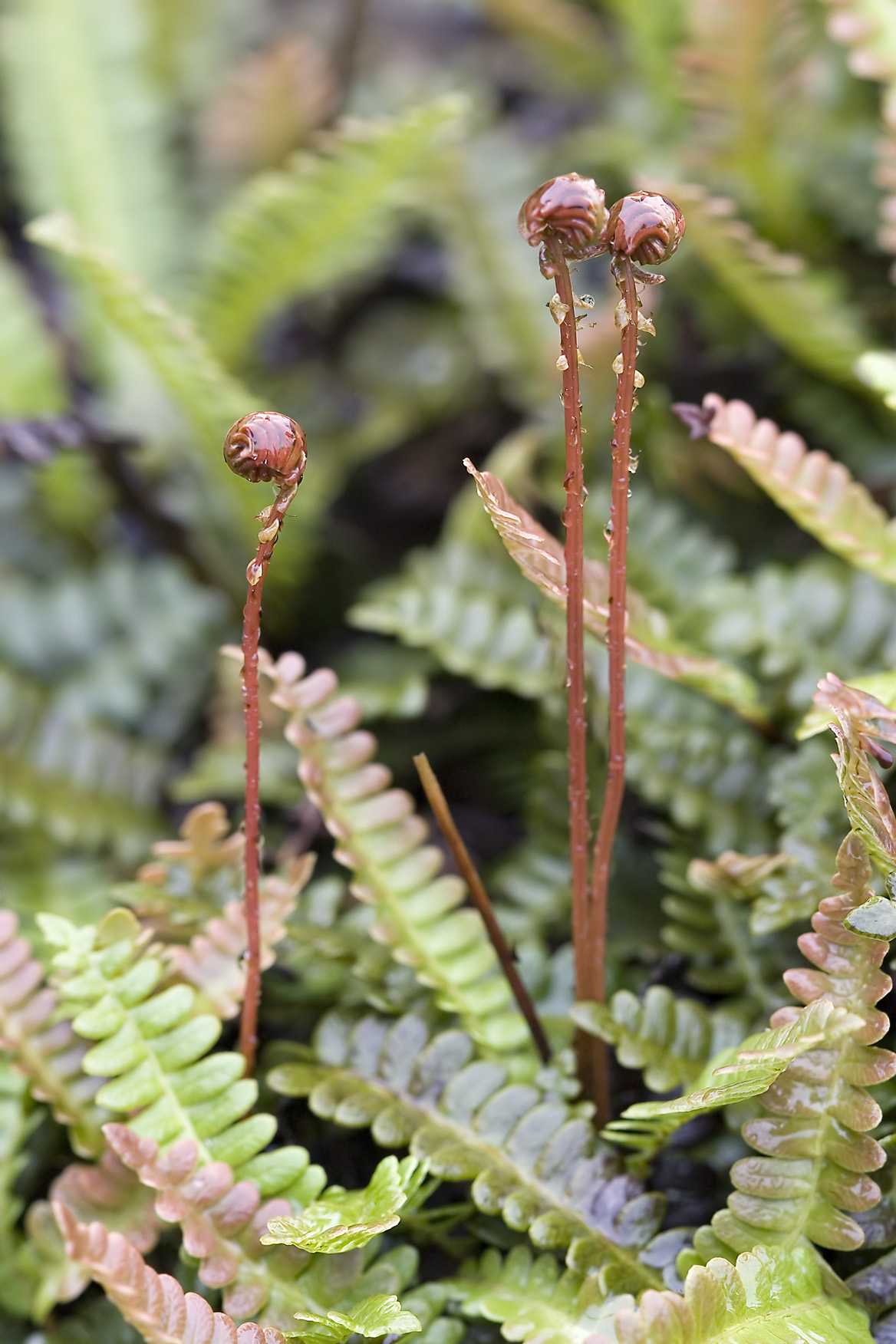
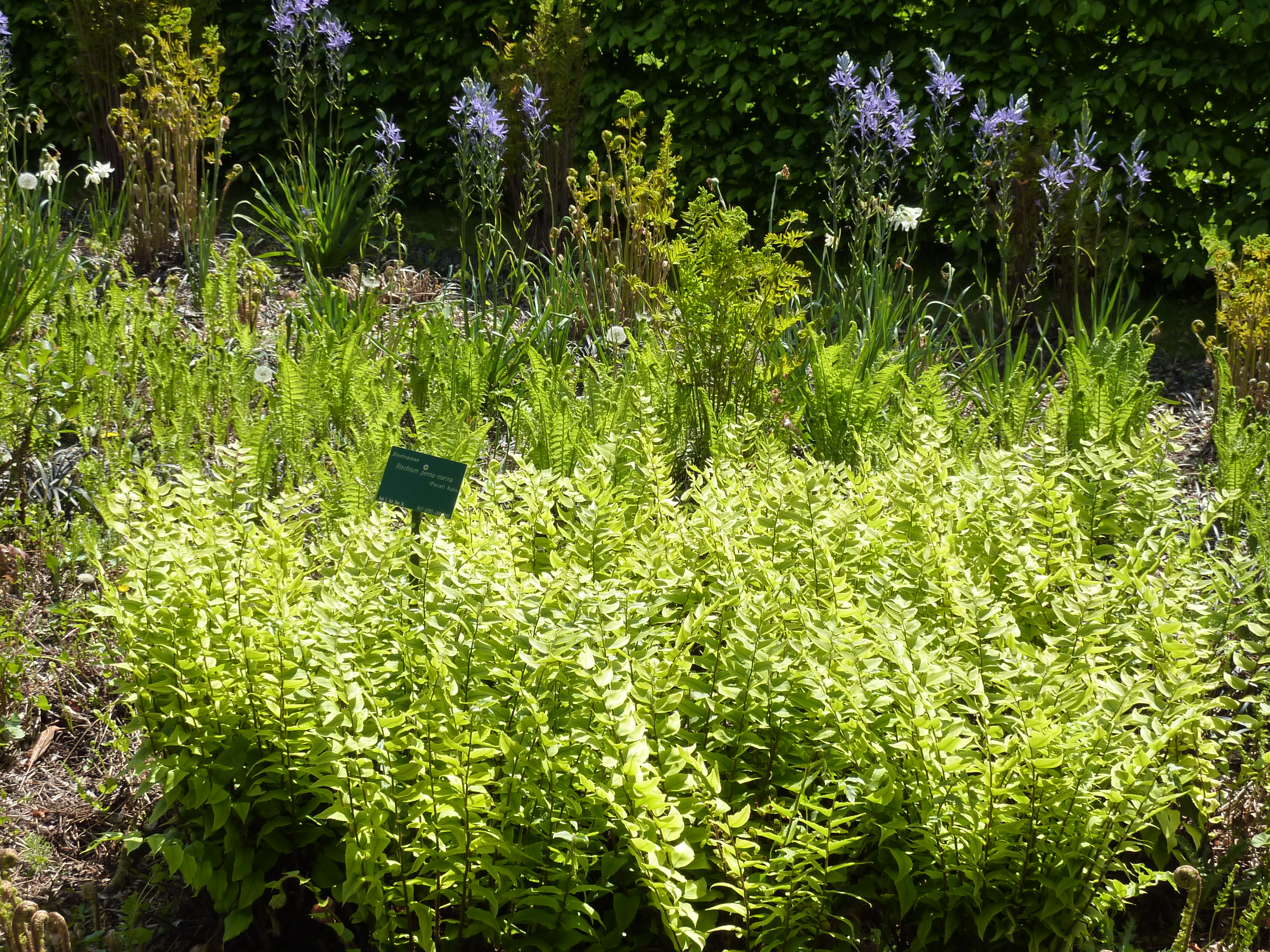
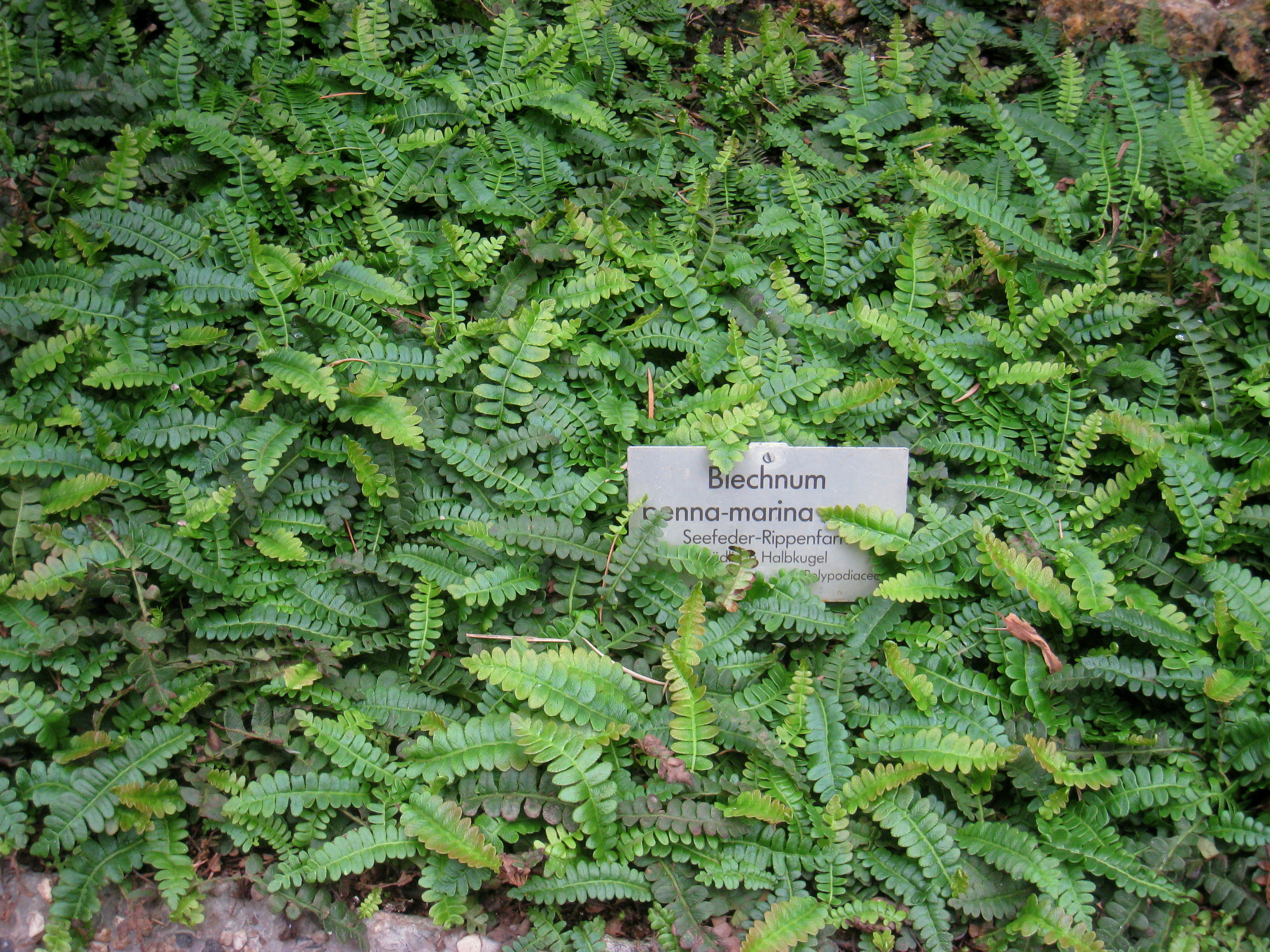